# گچین بالا
گچین بالا، روستایی در دهستان گچین بخش مرکزی شهرستان بندرعباس در استان هرمزگان ایران است. این روستا، مرکز دهستان گچین است.

## جمعیت
بر پایه سرشماری عمومی نفوس و مسکن در سال ۱۳۹۵، جمعیت این روستا برابر با ۳٬۹۳۶ نفر (۱٬۰۸۷ خانوار) بوده است.